# Yunxiansaurus
Yunxiansaurus là tên không chính thức được đặt cho một chi khủng long chưa được mô tả sống vào thời kỳ Creta muộn.